# Humongous Entertainment
Humongous Entertainment es una empresa de videojuegos que diseña aventuras gráficas, muchas de ellas de carácter educativo para niños. Fue fundada por los exempleados de LucasArts Ron Gilbert y Shelley Day.
Es bastante conocida gracias a la serie de juegos de personajes como Putt-Putt, Pajama Sam y Freddi Fish. Todos ellos protagonizan aventuras gráficas point-and-click destinadas a niños de entre 3 y 8 años.
Otros juegos notables de Humongous son "Spy Fox", "Backyard Baseball" y "Backyard Football".
- Datos: Q800120